# Diệp Á Lai
Diệp Á Lai (tiếng Trung: 葉亞來; bính âm: Yè Yàlái; Yale Quảng Đông: Yip A-loi; Hakka: Ya̍p Â-lòi), còn gọi là Đức Lai (德來), hiệu Mậu Lan (茂蘭), tự Quế Hiên (桂軒) là một người Mã Lai gốc Hoa. Ông là người sáng lập Kuala Lumpur và phát triển nó thành một trung tâm thương mại và khai thác khoáng sản vào giữa thế kỷ 19. Diệp Á Lai trở thành Kapitan Cina và đứng đầu nhóm người Hoa. Sau khi Liên bang Malaya giành độc lập từ Đế quốc Anh vào ngày 31 tháng 8 năm 1957 và sau đó là sự hình thành nên Malaysia vào năm 1963, Kuala Lumpur đã trở thành thủ đô của Malaysia. Ngày nay, có một con đường mang tên ông ở trung tâm của khu phố Tàu ở Kuala Lumpur, gọi là 'Jalan Yap Ah Loy' hoặc 'đường Yap Ah Loy'.